# Toto XX: 1977-1997
Toto XX: 1977-1997 je kompilacijski album ameriške rock skupine Toto, ki je izšel leta 1998 ob 20. obletnici ustanovitve skupine. Album vsebuje redke demo posnetke, odlomke skladb, neizdane skladbe in skladbe v živo, ki so nastale v 20-letni karieri skupine.
Čeprav album ni studijski, se Toto XX: 1977-1997 šteje kot eden izmed skupininih studio albumov. Tako je album Toto XIV, čeprav je 13. album, imenovan kot če bi bil 14.

## Seznam skladb
| Št.             | Naslov                        | Pisec                                                   | Posneto                                 | Dolžina |
| --------------- | ----------------------------- | ------------------------------------------------------- | --------------------------------------- | ------- |
| 1.              | „Goin' Home‟                  | David Paich, Joseph Williams, Jeff Porcaro              | 1989                                    | 5:17    |
| 2.              | „Tale of a Man‟               | Paich                                                   | 1979                                    | 5:29    |
| 3.              | „Last Night‟                  | Paich, Williams                                         | 1987                                    | 5:34    |
| 4.              | „In a Word‟                   | Steve Lukather, Steve Porcaro, Mike Porcaro, J. Porcaro | 1986                                    | 3:56    |
| 5.              | „Modern Eyes‟                 | Paich                                                   | 1986                                    | 4:24    |
| 6.              | „Right Part of Me‟            | Paich, Bobby Kimball                                    | 1984                                    | 5:44    |
| 7.              | „Mrs. Johnson‟                | Paich, Lukather                                         | 1977                                    | 3:48    |
| 8.              | „Miss Sun‟                    | Paich                                                   | 1977                                    | 5:04    |
| 9.              | „Love Is a Man's World‟       | Paich                                                   | 1977                                    | 6:16    |
| 10.             | „On the Run‟ (v živo)         | Lukather, Paich, Fee Waybill                            | Montreux Jazz Festival 1991             | 7:01    |
| 11.             | „Dave's Gone Skiing‟ (v živo) | M. Porcaro, Simon Phillips, Lukather                    | Standard Bank Arena, Johannesburg, 1997 | 5:04    |
| 12.             | „Baba Mnumzane‟ (v živo)      | Traditional                                             | Standard Bank Arena, Johannesburg, 1997 | 1:46    |
| 13.             | „Africa‟ (v živo)             | Paich, J. Porcaro                                       | Standard Bank Arena, Johannesburg, 1997 | 9:51    |
| Skupna dolžina: | Skupna dolžina:               | Skupna dolžina:                                         | Skupna dolžina:                         | 69:15   |

## Singli
- »Goin' Home« / »Tale of a Man«
- »Goin' Home« / »Tale of a Man« / »Modern Eyes« / »Dave's Gone Skiing« (v živo)